# Heinrichsheim
Heinrichsheim ist ein Stadtteil von Neuburg an der Donau im oberbayerischen Landkreis Neuburg-Schrobenhausen.

## Geographie
Das Dorf liegt rund fünf Kilometer östlich von Neuburg am nordwestlichen Rand des Donaumooses. Inzwischen ist der Ort zum größten Stadtteil von Neuburg angewachsen.
Zur Gemarkung Heinrichsheim gehören zwei Ortsteile:
- Bürgerschwaige
- Heinrichsheim

## Geschichte

### Entstehung

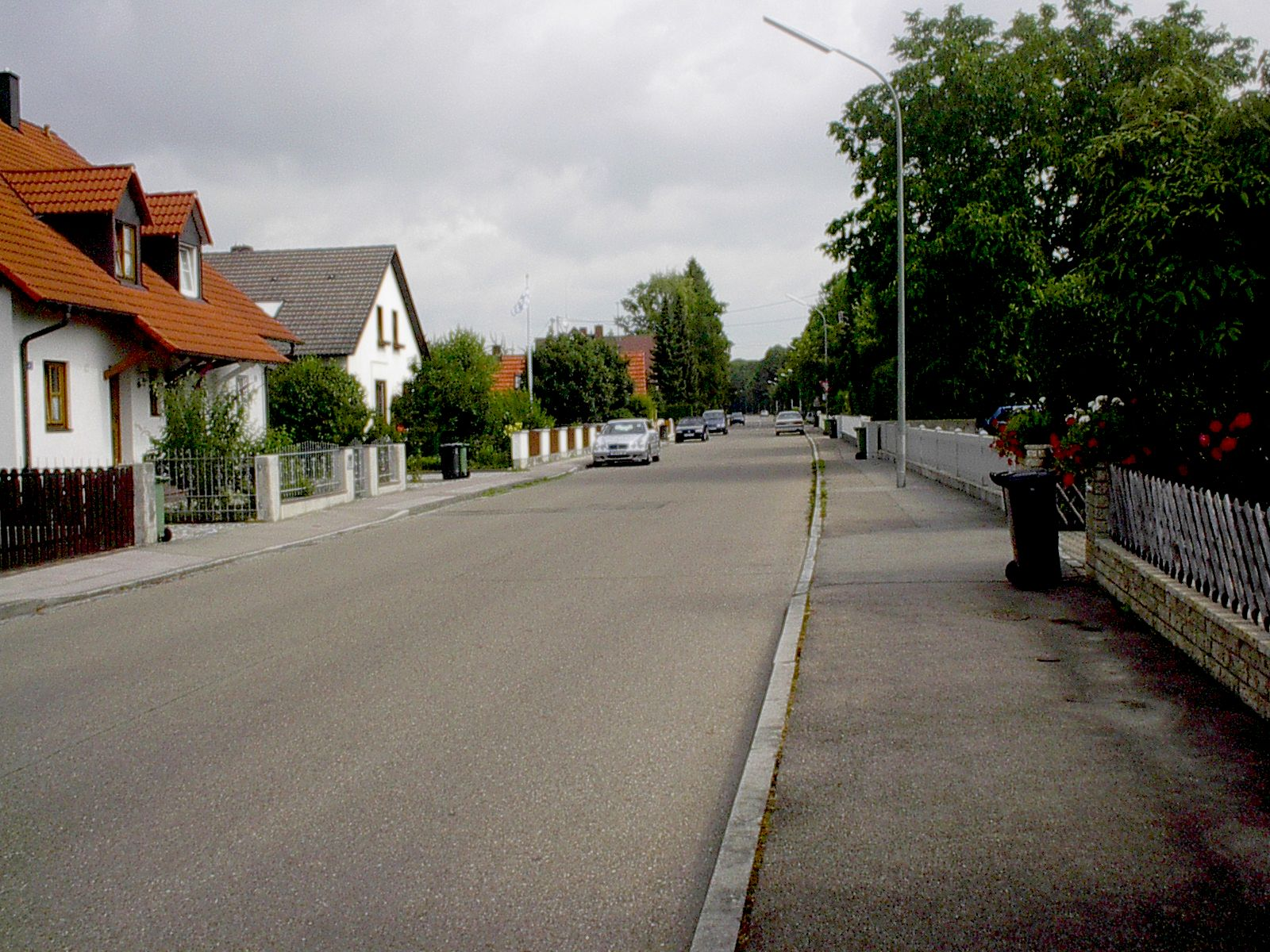
Die Eichelgartenstraße in Heinrichsheim

Das ringförmig um einen breiten Anger gruppierte Heinrichsheim bildete sich erst seit Anfang des 19. Jahrhunderts als Siedlung meist neu zugewanderter Kolonisten. Die Gemeindeflur, Boden ziemlich schlechter Ertragsqualität in teilweise sumpfigem Gelände, lag südlich angrenzend an den Auwald der Donau und westlich der alten Laubwälder um Grünau und Bruck. Sie war zuvor im Wesentlichen Brachland. Am 25. Januar 1806 ordnete König Maximilian I. Joseph den Verkauf von Grundstücken in der Holzwies an. Am 25. Februar 1806 und am 25. April 1806 waren die ersten Versteigerungen. Verschiedene Käufer witterten dabei ein Geschäft, kauften und verkauften die Grundstücke wieder, darunter auch der königlich bayerische Kämmerer von Neuburg, Joseph Askanus Graf von Verri de la Bossia. Der erste Siedler war jedoch kein Weitgereister, sondern war Andreas Kerner aus dem nur 16 km entfernten Sinning. Wahrscheinlich hat er noch 1806 das Wohnhaus aus Holz gezimmert und ist 1807 eingezogen. Aber schon am 4. Januar 1809 verkaufte Kerner das kleine Söldneranwesen für 450 Gulden. Drei Häuser zählte zu dieser Zeit die Holzwies, wie der neue Ort ursprünglich genannt wurde. Aufgrund der Herkunftsgebiete der Neusiedler – viele von ihnen kamen aus der Pfalz, Württemberg oder Baden – wies Heinrichsheim eine für altbayerische Gemeinden sehr außergewöhnliche Besonderheit auf. Lange Jahre war nämlich über die Hälfte der Einwohner evangelischen Glaubens. Ein hoher Prozentsatz an Protestanten war auch für die Donaumoos-Gemeinden typisch. 1837 zählte die Kolonie schon 34 Familien mit 225 Seelen.

### Eine eigene Gemeinde

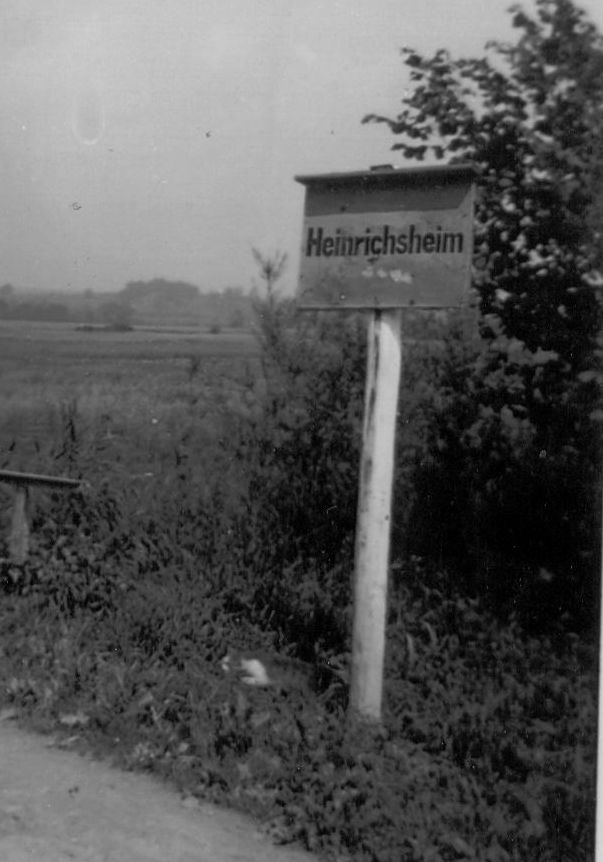
Ortsschild von Heinrichsheim um 1950

Die Heinrichsheimer Bürger waren der Gemeinde Zell zugeordnet. Bei dieser jetzigen Größe kam es 1837 zum Wunsch nach einer eigenen Verwaltung. Als Begründung wurde aufgeführt, dass Heinrichsheim ringsum von sumpfigen Moorwiesen umgeben ist und nur schlechte Wege nach Zell führen. Ebenso soll im Frühjahr und im Herbst der Weg nach Neuburg kaum gangbar sein.
Eine Unterschriftenliste wurde jetzt den Dorfbewohnern vorgelegt mit dem Antrag auf eine eigene Gemeinde. Von den 34 Familien leisteten 30 ihre Unterschrift. Das Landgericht Neuburg hatte mit einem Schreiben von 1838 nichts gegen die Ausgliederung, ebenso nicht die Gemeinde Zell. Dann mussten die Bürger von Zell, Bruck und Maxweiler noch einwilligen. Dazu wurden Versammlungen anberaumt, wegen eines Formfehlers mussten deswegen in allen drei Ortschaften die Unterschriften wiederholt werden.
Am 11. März 1838 genehmigte das Ministerium eine „Gemeinde Heinrichsheim“, damit hatte die Geburtsstunde geschlagen. Für den 27. April 1838 wurden die Gemeinderatswahlen angesetzt. 35 Personen waren stimmberechtigt und 31 gingen zur Wahl. Leonhard Treiber wurde Gemeindebevollmächtigter und Thomas Vogelsang Gemeindepfleger. Josef Ganshorn übernahm als 1. Bürgermeister die Geschicke der neuen Gemeinde für fünf Jahre.
Die Gemeinde wuchs weiter. Immer wieder kamen Zuzügler in das Dorf. 1873/74 wurden schon 50 Familien mit 333 Einwohnern registriert. Im Jahre 1933 gab es 68 Haushaltungen angestiegen, davon waren 42 Bauern, 14 Arbeiter und Landwirte und 6 Arbeiter.
Heinrichsheim hatte an öffentlichen Einrichtungen nur eine Dorfschule, ein Feuerwehrhaus und den Friedhof. Für die Angehörigen der am Ort vorhandenen drei Glaubensrichtungen katholisch, evangelisch-lutherisch und evangelisch-reformiert waren immer die Pfarreien in Neuburg an der Donau und Marienheim zuständig. So waren z. B. 1910 von 323 Einwohnern 193 protestantisch, also fast 60 %.
Nach dem Zweiten Weltkrieg brachte der Zuzug von Heimatvertriebenen erstmals eine deutliche Bevölkerungszunahme. Seit den 1970er Jahren setzte in dem Neuburger Vorort ein umfangreicher Neubau privater Eigenheime ein. Bei der Eingemeindung entschieden sich die Bürger von Heinrichsheim für eine Eingliederung in die Stadt Neuburg an der Donau. Nach 134 Jahren Selbständigkeit legten sie ihr Schicksal zum 1. Juli 1972 in die Hände der Kreisstadt.

## Der Kirchenwunsch

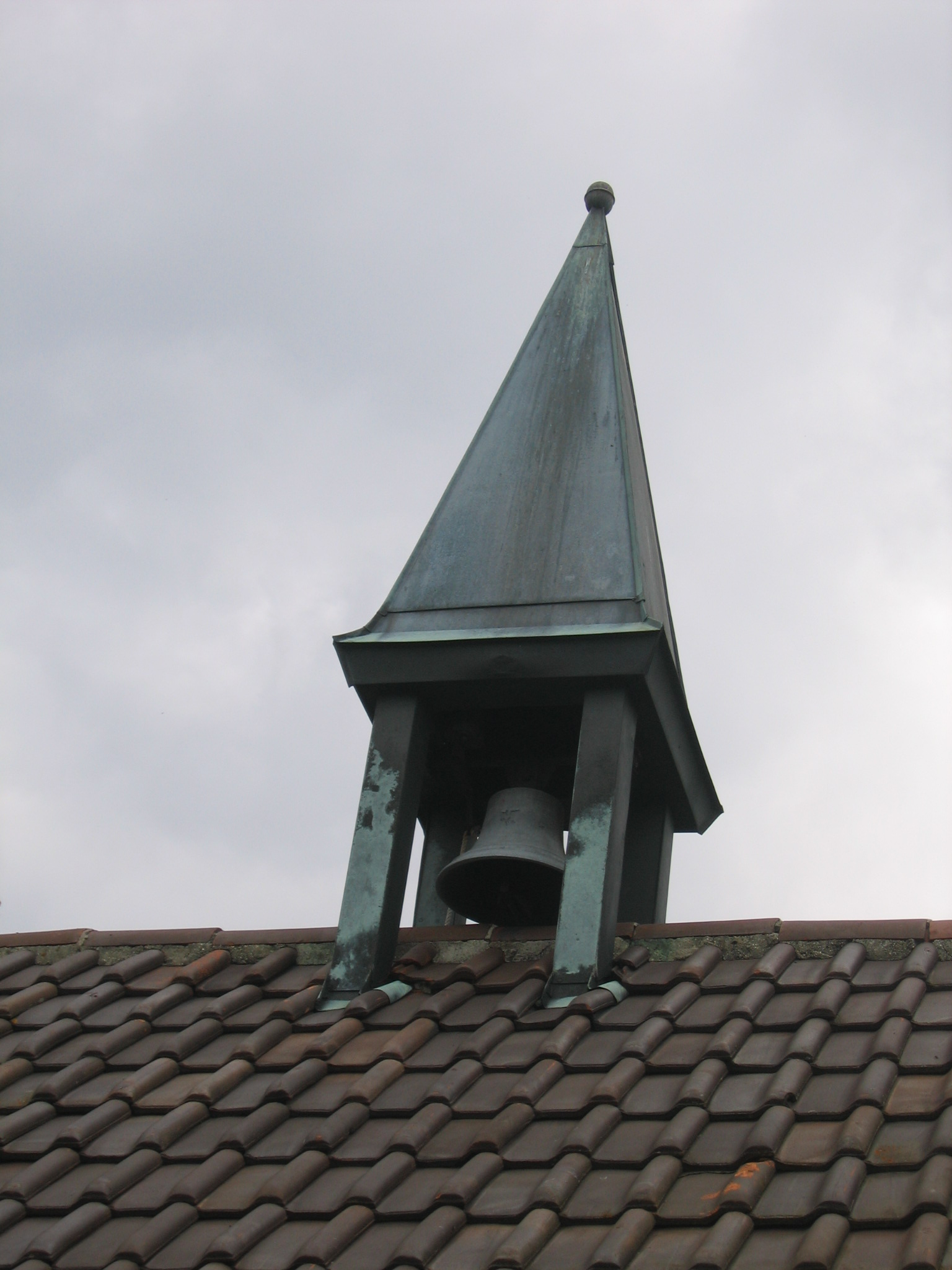
Der kleine Glockenturm auf dem Leichenhaus ist der einzige im Stadtteil Heinrichsheim

Da der Ort sehr gewachsen ist, stieg der Wunsch nach einer eigenen katholischen Kirche. Am 7. Oktober 1860 wurde dieser Gedanke den Behörden unterbreitet. Das Landgericht nahm schon am 13. Oktober 1860 Stellung und befürwortete den Antrag mit der Feststellung: „Eine Kirche wäre für die Katholiken in Heinrichsheim um so wünschenswerter, als gerade in Heinrichsheim – wie in den übrigen Kolonien – die sittlichen Zustände nicht die besten sind und unmittelbare Einwirkungen eines Seelsorgers nötig wäre“. Das Landgericht respektierte die angebotenen Leistungen, da ungünstige Vermögensverhältnisse herrschten.
Die Regierung ließ sich nicht erweichen und lehnte am 13. Januar 1861 einen Kirchenneubau ab: „Die Katholiken werden durch die Pfarrei Hl. Geist in Neuburg versorgt. Nach Zell ist auch nur eine halbe Stunde und die Beihilfe ist unbedeutend.“
Daraufhin wurde nie mehr ein Versuch unternommen und der heute größte Stadtteil von Neuburg ist ohne ein eigenes Gotteshaus. Es gibt auch keine Kapelle. Die einzige Glocke in Heinrichsheim ist das Glöcklein im Turm vom Leichenhaus.

## Der Friedhof

### Entstehung

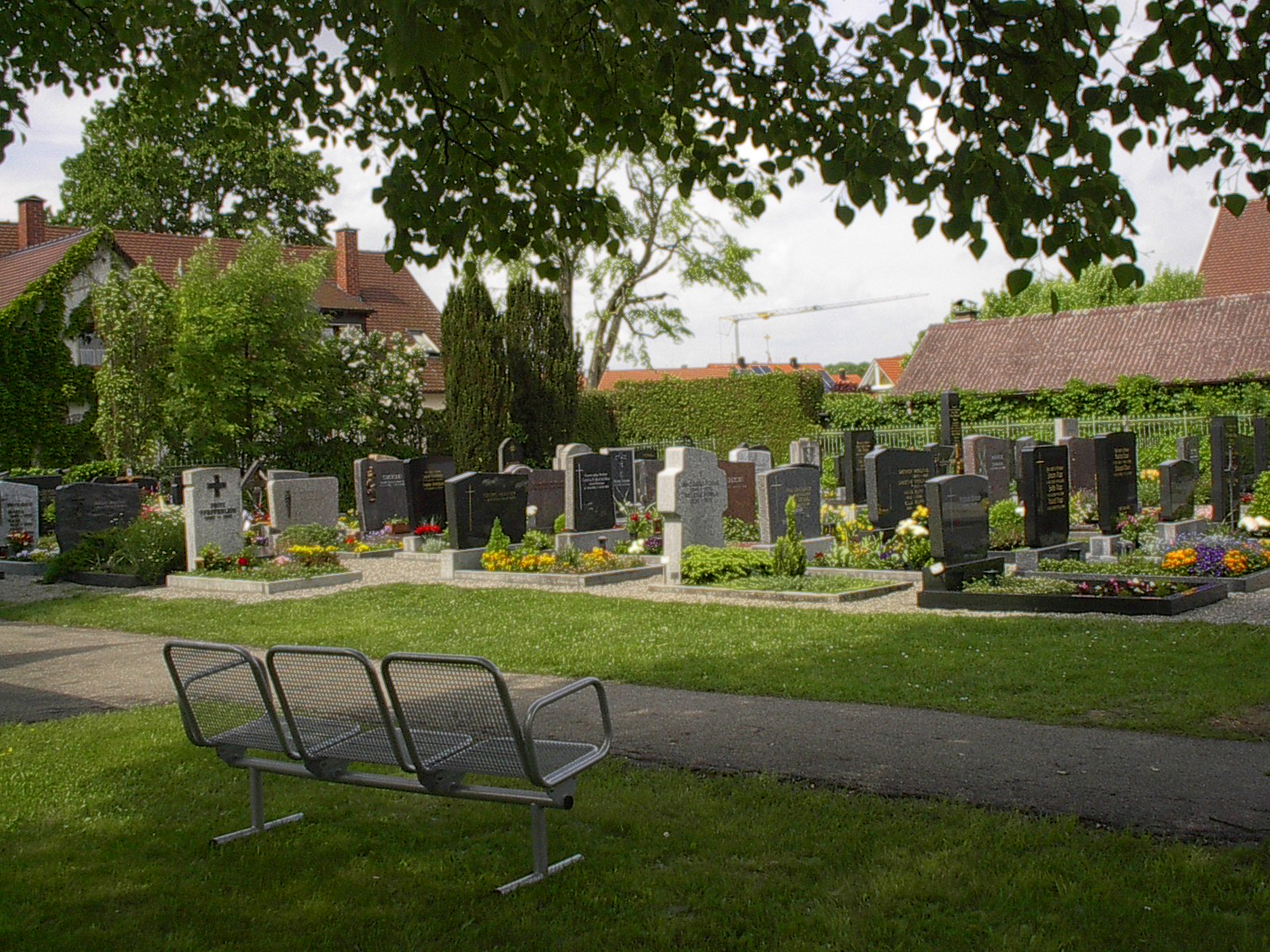
Der Friedhof von Heinrichsheim

Heinrichsheim ist ein Ort, der aus dem Nichts gewachsen ist. Deshalb war weder eine Schule noch eine Kirche oder Friedhof im Ort zu finden. Es waren schwere Zeiten für die Kolonisten der „Holzwies“, wie sie auch im Volksmund genannt wurden.
So mussten die Betroffenen bei einem Todesfall so manche Strapazen auf sich nehmen. Für die Katholiken war der nächste Geistliche in der Pfarrei Heilig Geist in Neuburg. Ein Fußmarsch aus Heinrichsheim von vier Kilometern, also mindestens fünfzig Minuten Gehweg. Die Reformierten mussten nach Marienheim marschieren und hatten in etwa die gleiche Entfernung. Die Lutherischen hatten sogar einen Weg von zehn Kilometern, um den Seelsorger in Untermaxfeld zu erreichen, per Fuß also rund zwei Stunden einfach.
Dabei war die Sterblichkeit einst enorm hoch. Von 1809 bis 1842 mussten 112 Personen von Heinrichsheim beerdigt werden, davon 83 Kinder und 29 Erwachsene. Die Not und Armut war dazu noch ein wesentliches Kennzeichen. Die amtlichen Eintragungen wie Geburten und Sterbefälle sowie Trauungen führten deshalb die Geistlichen der Pfarrei unentgeltlich durch, egal welcher Konfession der Betroffene angehörte. Zur Bestattung wurde der Seelsorger der jeweiligen Konfession hinzugezogen.
So wurde der Wunsch noch einem eigenen Friedhof laut. 1834 schenkte Jakob Schallenberger aus Heinrichsheim den Protestanten ein Grundstück, jedoch mit einer Einschränkung. Nur zwölf Mitberechtigte durften ihn nutzen. Dazu wurde ein „Requisitenhäuschen“ errichtet, um die notwendigen Geräte für eine Bestattung zu deponieren.
1960 wurde der Friedhof erweitert und ein Leichenhaus für 15.000 Mark gebaut. Nicht alle Toten von Heinrichsheim werden hier beerdigt, dafür ist das Friedhofsgelände zu klein. Aber es wird geschätzt und gepflegt. Im Jahre 2001 wurde die desolate Außenanlage wieder instand gesetzt, die Friedhofsmauer bekam einen neuen wetterfesten Anstrich. Der Eingang wurde erweitert und mit eleganten Eisentoren versehen. Der Friedhof ist nach wie vor eine zentrale Gedenkstätte zur Ehrung der Toten.

### Ein besonderes Ehrenmal

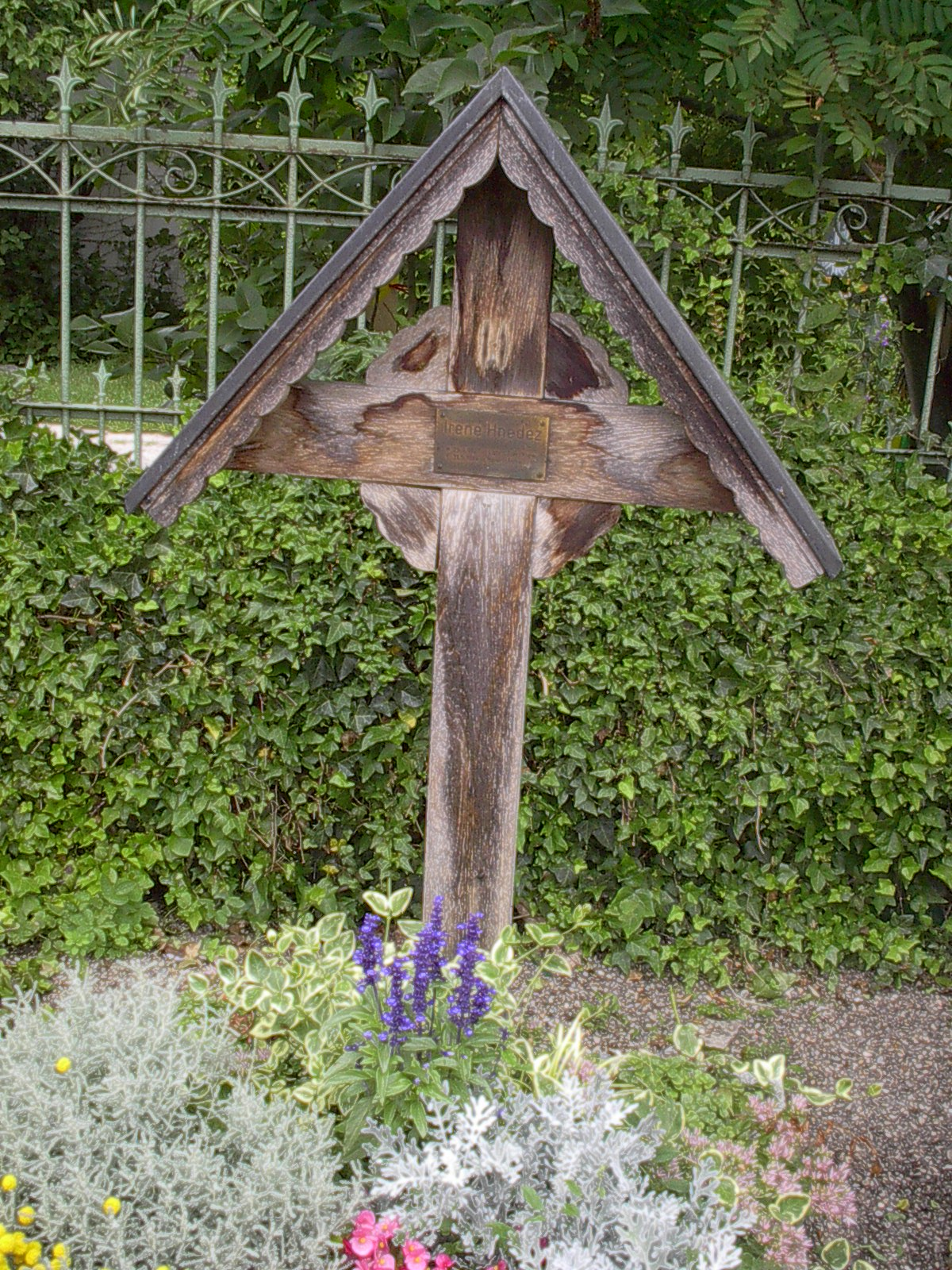
Das Grab der sowjetischen Kriegsgefangenen Irene Hnedez in Heinrichsheim

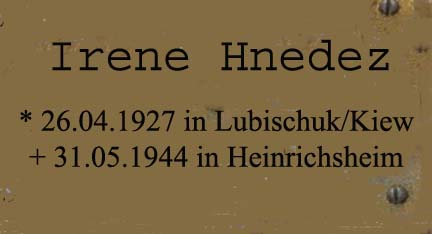
Die Namenstafel der sowjetischen Kriegsgefangenen

In Heinrichsheim steht ein schlichtes Holzkreuz mit der Inschrift: Irene Hnedez, * 26. April 1927 in Lubischuk/Kiew, + 31. Mai 1944 in Heinrichsheim.
Es handelte sich hier um eine sowjetische Zwangsarbeiterin (Zivilarbeiterin im euphemistischen NS-Sprachgebrauch), die bei der Familie Konrad Dettweiler im Einsatz war. Der Landwirt selbst lernte das Mädchen nur bei seinem Heimaturlaub kennen. Die Zwangsarbeiterin erkrankte 1944, kam ins Neuburger Krankenhaus und starb dort aus Mangel an Medikamenten. Die Familie Dettweiler pflegte das Grab für 57 Jahre. Als dies aus Altersgründen nicht mehr möglich war, suchte Dettweiler Hilfe. Der Heinrichsheimer Gartenbauverein hat die Pflege übernommen und so wurde das Grab zu einem Denkmal weit über den Tod hinaus.

## Die Bürgerschwaige

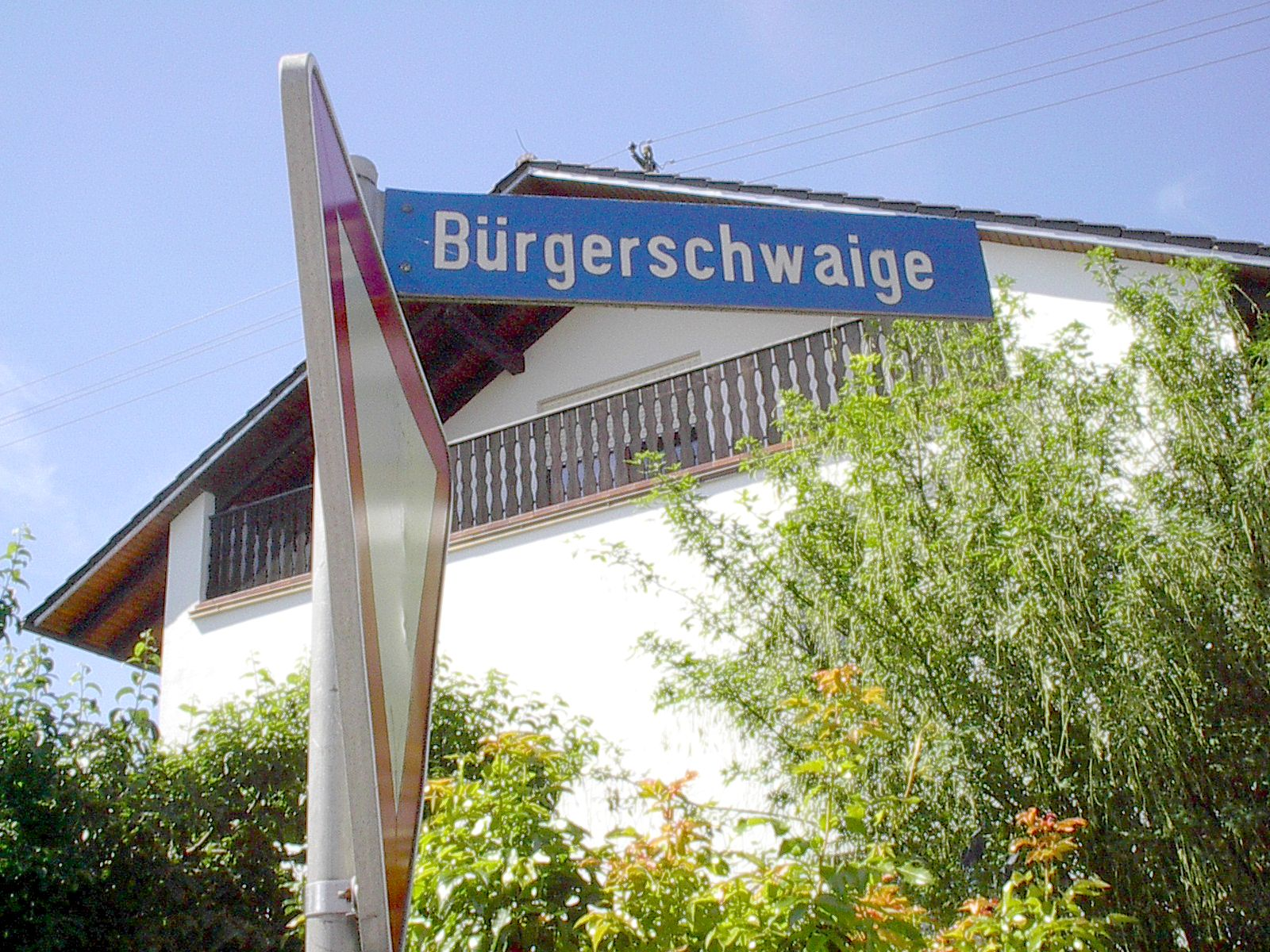
Straßenschild der Bürgerschwaigstraße

Wesentlich älter als der Stadtteil Heinrichsheim ist die Bürgerschwaige. Über ihre Entstehung ist nichts bekannt. 1579 wird sie erstmals als Einöde erwähnt (gegenwärtig ist sie amtlich ein Weiler). Im Jahre 1581 ist festgehalten, dass aus dem Wald so wenig herausgewirtschaftet wird, dass kaum der Förster bezahlt werden kann.
Um 1800 soll das Gehöft noch ganz vom Wald mit mächtigen Eichen umgeben gewesen sein. Die Bürgerschwaige war lange Zeit ein beliebtes Ausflugsziel. 1806 bewohnte ein Franz Xaver Appel die Einöde. 1828 kaufte Appel vom Neuburger Stadtmagistrat das Gehöft. Wegen der vielen Todesfälle in der Familie wechselte die Bürgerschwaige öfters den Besitzer. Die Gaststätte war 1848 noch erhalten, später wurde die Einöde nur noch als landwirtschaftlicher Betrieb geführt. Heute ist die Bürgerschwaige in den Stadtteil Heinrichsheim baulich integriert und besteht aus den Straßenzügen „Bürgerschwaige“, „Schwaigholzstraße“ und „An der Wolfsschütt“.

## Verkehr
Heinrichsheim ist über die Grünauer Straße und die Sudetenlandstraße mit der Kernstadt verbunden. Nur 500 m sind es von der Matthias-Bauer-Straße zur Bundesstraße 16 bei Rödenhof. Die Heinrichsheimstraße mündet im Osten in die Staatsstraße 2043.
Durch den Ort führt die Bahnstrecke Ingolstadt–Neuoffingen, die die Matthias-Bauer-Straße überquert. Die nächste Station ist der Bahnhof Rohrenfeld. Lokalpolitiker wünschen sich eine eigenen Haltepunkt im Ort.

## Persönlichkeiten

### Rudolf Rupp
Im Herbst 2001 ereignete sich der Todesfall Rudolf Rupp. Er gilt als einer der bizarrsten Fälle in der jüngeren deutschen Kriminalgeschichte. Denn mit dem späteren Auffinden der skelettierten Leiche von Rudolf Rupp am Steuer seines in der Donau versunkenen Pkws war es erwiesen, dass die Feststellungen im Urteil des Landgerichts Ingolstadt in weiten Teilen nicht stimmen konnten. Infolge dieses Urteils hatten Rupps Ehefrau, seine beiden Töchter sowie der damalige Freund einer der Töchter mehrjährige Haftstrafen verbüßt.

### Personen und ihre Straßennamen

#### Adam Brüderle
Er kam aus dem damaligen Großherzogtum Baden und ist 1793 in Muckenloch geboren. Im Jahre 1817 kam er nach Heinrichsheim, der neue Ort wurde zu seiner zweiten Heimat. Dort erwarb er sich bald das Ansehen der Dorfbewohner. Schon am 31. Dezember 1818 wurde er vom Gemeindevorsteher als Wunschlehrer vorgeschlagen. Die Regierung stimmte dem zu. Am 12. März 1819 bekam er die Bewilligung, die Kinder privat zu unterrichten. Damit erfüllte sich für Brüderle ein Wunschtraum. Er wurde der erste Lehrer des Ortes. Die Dorfbewohner waren arm, so musste er von einem spärlichen Einkommen zehren, nebenbei eine Landwirtschaft betreiben und im nahen Gut Rohrenfeld als Taglöhner arbeiten. Einen Raum seines Wohnhauses stellte er als Schulraum unentgeltlich zur Verfügung, auch reinigen, tünchen und heizen gingen auf seine Kosten. Die Einnahmen waren so gering und der Gehalt als Lehrer so niedrig, dass er in bitterster Armut mit seiner Frau und neun Kindern leben musste. 1842 übergab der ungelernte Pädagoge das verschuldete Anwesen seiner Tochter. Schließlich wohnte der Lehrer in einem Dachstübchen. Am 25. Mai 1856 starb er und wurde im Neuburger Friedhof zu Grabe getragen und mit ihm ein trauriges Lehrerkapitel. Brüderle war 37 Jahre Lehrer in Heinrichsheim. Doch im Nachhinein zeigte man sich dankbar und würdigte seine Verdienste mit der Straßenbezeichnung „Adam-Brüderle-Straße“.

#### Matthias Bauer
Er war Landwirt, Bürgermeister und Kirchenmann. Über sein Leben ist nicht viel bekannt. Matthias Bauer ist 1885 geboren und übernahm 1910 die elterliche Landwirtschaft. Er erwarb sich in der Gemeinde ein hohes Ansehen und wurde 1924 zum Bürgermeister gewählt. 1933 musste er das Amt aufgeben, da er nicht in die NSDAP eingetreten war. Nach einem Jahr Pause wurde Bauer wieder als Bürgermeister eingesetzt und führte die Gemeinde bis 1942.
1945 holten die amerikanischen Besatzer den einstigen Bürgermeister mit einem Jeep ab und fuhren mit ihm durch Heinrichsheim. Die Besatzer waren gut informiert und wussten, dass er trotz seines Amtes kein Freund von Adolf Hitler war – so wurde er an diesem Tag zu einem Vorzeigeobjekt. Die Amerikaner setzten ihn abermals als Bürgermeister ein. Er führte die Amtsgeschäfte bis 1952 und brachte es damit auf 25 Jahre Bürgermeistertätigkeit. Im Nachruf war die Rede vom „seltenen Fleiß und einer großen Pflichttreue“, berichtete die Heimatzeitung.
Matthias Bauer war religiös und bei der reformierten Gemeinde Marienheim geschätzt. Von 1929 bis 1955, also bis zu seinem Tode, war er im Presbyterium und vertrat die kirchlichen Belange. Er war lange Jahre im Synodalausschuss der Evangelisch-reformierten Kirche Bayerns und durfte dort die Heimatpfarrei vertreten.
Dem verdienten Gemeinde-Bürger wurde durch die Bezeichnung der „Matthias-Bauer-Straße“ ein Denkmal gesetzt.

#### Arthur Behr
Sein Leben spielte vor allem in der Nachkriegszeit, zumindest für seine berufliche Tätigkeit. Behr ist im Jahre 1922 in Heinrichsheim geboren, aufgewachsen und verbrachte dort sein Leben. Über zehn Jahre war er der Posthalter und über zwanzig Jahre ein Angestellter der Bundeswehrverwaltung.
Volle 26 Jahre war er in der Kommunalpolitik von Heinrichsheim tätig, davon 12 Jahre als erster Bürgermeister bis zur freiwilligen Eingemeindung nach Neuburg zum 1. Juli 1972. Durch die Freiwilligkeit war es möglich geworden, erhebliche Staatsmittel zum Ausbau von Heinrichsheim zu sichern. In einem Zwölf-Punkte-Programm wurden verschiedene Investitionen festgeschrieben und gesichert. Bis 1978 vertrat er im Stadtrat die Belange von Heinrichsheim.
Bei seinem 65. Geburtstag im Jahre 1987 zog der „Alt-Bürgermeister“ nochmals Bilanz und bemerkte: „Wir haben die Zeichen der Zeit rechtzeitig erkannt“. Ein Herzinfarkt führte noch im gleichen Jahr zu seinem Tod. Auch er bleibt durch die „Arthur-Behr-Straße“ in bleibender Erinnerung.